# Megumi
Megumi ist ein weiblicher japanischer Vorname und Familienname. 

## Namensträgerinnen
- Megumi Emura (* 1980), japanische Biathletin und Skilangläuferin
- Megumi Fujii (* 1974), japanische Mixed-Martial-Arts-Kämpferin
- Megumi Han (* 1989), japanische Schauspielerin und Synchronsprecherin
- Megumi Hasebe (* 1991), kolumbianische Schauspielerin und Sängerin japanischer Herkunft
- Megumi Hayashibara (* 1967), japanische Synchronsprecherin, Sängerin und Liedtexterin
- Megumi Horikawa (* 1995), japanische Judoka
- Megumi Igarashi (* 1972), japanische Bildhauerin und Manga-Zeichnerin
- Megumi Izumi (* 1983), japanische Biathletin
- Megumi Kadonosono (* 1970), japanische Animatorin und Character-Designerin
- Megumi Kagurazaka (* 1981), japanische Schauspielerin und Model
- Megumi Kamionobe (* 1986), japanische Fußballspielerin
- Megumi Matsushita (* 1981), japanische Schauspielerin
- Megumi Matsuura (* 1984), japanische Biathletin und Skilangläuferin
- Megumi Murakami (* 1985), japanische Beachvolleyballspielerin
- Megumi Nakajima (* 1989), japanische Synchronsprecherin
- Megumi Ogata (* 1965), japanische Synchronsprecherin und J-Pop-Sängerin
- Megumi Ogawa, japanische Fußballspielerin
- Megumi Oniike (* 1976), japanische Badmintonspielerin
- Megumi Sakata (* 1971), japanische Fußballtorhüterin
- Megumi Shigaki (* 1974), japanische Duathletin und Triathletin
- Megumi Tachikawa, japanischen Manga-Zeichnerin
- Megumi Tachimoto, (* 1989), japanische Judoka
- Megumi Takase (* 1990), japanische Fußballspielerin
- Megumi Taruno (* 1988), japanische Badmintonspielerin
- Megumi Torigoe, japanische Fußballspielerin
- Megumi Yabushita (* 1972), japanische Mixed-Martial-Arts-Kämpferin, Kickboxerin, Profi-Wrestlerin und Judoka
- Megumi Yokota (1964–1994?), japanisches Entführungsopfer
- Megumi Yokoyama (* 1990), japanische Badmintonspielerin

## Familienname
- Ryūtarō Megumi (* 1993), japanischer Fußballspieler